# Siscia nigrifrons
Siscia nigrifrons är en insektsart som beskrevs av Stsl 1870. Siscia nigrifrons ingår i släktet Siscia och familjen Flatidae.
Artens utbredningsområde är Filippinerna. Inga underarter finns listade i Catalogue of Life.